# Scooter (danceact)
Scooter is een Duitse raveband uit Hamburg, die vanaf 1994 diverse hits heeft gehad. In het begin, in het ravetijdperk van de jaren 90, bevatte de muziek van Scooter veel snelheid en acidinvloeden, maar hun stijl veranderde gaandeweg in Duitse hardcoremuziek.

## Biografie

### 1986-1993:Celebrate the Nun en The Loop!
In 1986 ontmoetten H.P. Baxxter en Rick J. Jordan elkaar in Hannover, Duitsland, via een advertentie en begonnen zij de newwaveband 'Celebrate the Nun'. De band bracht twee albums uit (Meanwhile in 1990 en Continuous in 1991) alsmede vijf singles. De band begon als kwartet, maar Slin Tompson verliet de band in 1990 om zelf een project te starten. Met Celebrate the Nun boekten zij veel succes en H.P. Baxxter ging werken op de verkoop- en distributieafdeling van het indielabel in Hamburg (tegenwoordig Edel), waar hij Scooters toekomstige manager Jens Thele ontmoette. Ondertussen bouwde Jordan een geluidsstudio in de kelder van zijn huis in Hannover. In 1993 vormden Baxxter, Jordan en Thele, samen met Baxxters neef Ferris Bueller, het remixteam The Loop! The Loop! was in Duitsland een succesvol team en remixte voor onder meer Adeva, Holly Johnson, Tag Team, RuPaul en Marky Mark.

### 1994-1998: het begin van Scooter
Scooter begon in 1994 als een project van The Loop. De debuutsingle "Vallée De Larmes" bereikte de 8e positie in de Duitse dancehitlijsten. Het is een remake van het gelijknamige nummer van René & Gaston, een houseklassieker van Nederlandse makelij. In april had Scooter zijn eerste liveoptreden in het Palladium in Hamburg. Scooter speelde de nummers "Vallée De Larmes", "Cosmos" (B-kant) en een instrumentaal nummer, waarin Baxxter plotseling begint te "MC'en". "Hyper Hyper" was ontstaan en vanaf dat moment besloten de heren zich op dit project te richten, en veranderde Scooter van een project in een band, met als leden Baxxter, Jordan en Ferris. Jens Thele besloot om de taak van manager op zich te nemen, maar bleef nog wel actief in de studio.
In mei werd "Hyper Hyper" uitgebracht. Er werden 50.000 singles verkocht, echter zonder de hitlijsten te halen. Scooter stopte met de verkoop van de single en maakte een aantal verschillende mixen van de single. Daarna werd de single voor de tweede keer uitgebracht en sloeg deze wel aan, met alleen al in Duitsland 700.000 verkochte exemplaren.
Het MC'en van Baxxter werd het kenmerk van de band.
In maart 1995 werd de derde single, "Move Your Ass", uitgebracht. De single behaalde de 3de positie in de Duitse hitlijst. Hij betekende tevens Scooters internationale doorbraak. In maart kwam ook Scooters debuutalbum uit, getiteld And The Beat Goes On!. Er volgden nog twee singles van dit album, met dezelfde posities in de hitlijsten: "Friends" en "Endless Summer".
Jordan verhuisde van Hannover naar Hamburg en daar bouwden Baxxter en Jordan een nieuwe studio. De eerste studioproductie die volgde was "Back in the UK". In februari 1996 verscheen het tweede album, Our Happy Hardcore. De single "I'm Raving" (eerste single van het album Wicked!) bracht een nieuw Scootergeluid, het tempo ging omlaag naar 138 bpm, waar de eerste twee albums tussen de 160 en 190 bpm waren.
In oktober kwam het derde album, Wicked!, uit.
In april 1997 bracht Scooter de single "Fire" uit, en daarmee was Scooter de eerste technoband die een metalgitaar-riff gebruikte. In dat jaar kwam ook het vierde album uit, getiteld Age of Love. De band ontmoette in 1997 ook de Duitse dj Axel Coon. Coon werd studioassistent om Jordan te helpen met het onderhoud van de studio. Rond deze tijd werd ook een tweede studio gebouwd. Coon leerde snel de studioapparatuur te gebruiken en nam een aantal demo's op.

### 1998-2002
Het album Rough & Though & Dangerous verscheen in mei 1998. Tijdens de productie van de single "How Much Is The Fish", besloot Ferris de band te verlaten om een solocarrière te beginnen. Coon was in korte tijd van studioassistent snel coproducent geworden. Een opvolger voor Ferris was dus snel gevonden. Coon twijfelde geen moment over de vraag of hij Ferris als bandlid wilde opvolgen: hij zei meteen ja. Met de single "How Much Is The Fish" en de nieuwe samenstelling van de band begon een tweede hoofdstuk. Het vijfde studioalbum No Time To Chill kwam uit in juli 1998. Dit was het eerste album met Coon. Het behaalde de 4de positie in de Duitse albumhitlijst.
In juli 1999 kwam de single "Faster Harder Scooter" uit, dat de 7de positie in de Duitse hitlijst behaalde. Dit was de eerste single van het zesde album, Back To The Heavywheight Jam, die dezelfde positie behaalde. In december kwam de single "Fuck The Millennium" uit, waarin Baxxter zichzelf bijnamen aanmat als Sheffield Dave, Ice, Screaming Lord en Candyman.
In mei 2000 verscheen het zevende album, Sheffield, met de singles "I'm Your Pusher" en "She's the Sun". Laatstgenoemde was een terugblik op de newwavejaren van Jordan en Baxxter.
Scooter bracht in 2000 ook de single "Sunrise (Here I Am)" uit onder het pseudoniem Ratty. Het nummer werd een hit in grote technoclubs. Ratty's vervolgtrack "Living on Video" was geen groot succes. In 2006 verscheen er nog een remix van het nummer "Sunrise", genaamd "Call It A Sunrise (Here I Am)", een samenwerking met de Nederlandse producent en dj E-Craig.
In 2001 kwam de single "Posse (I Need You On the Floor)" uit. Het was de eerste single van het album We Bring The Noise, dat uitkwam in juni. Van dit album kwam nog een single uit, "Aiii Shot The DJ".
In december verscheen de single "Ramp! (The Logical Song)", waarmee Scooter in het Verenigd Koninkrijk een grote hit behaalde.

### 2002-2006
Begin 2002 volgde de tournee 'Push The Beat For This Jam'. Het concert in Keulen werd gefilmd en kwam uit op dvd en live-cd onder de titel Encore (The Whole Story) en op een cd getiteld Encore (Live & Direct). In het begin van dit jaar verscheen het album met hoogtepunten, Push The Beat For This Jam. Axel Coon besloot de band te verlaten om een solocarrière te beginnen. Jay Frog, die al een remix had gedaan voor de single "Ramp! (The Logical Song)", volgde hem op. De eerste single met Frog, "Nessaja", behaalde in Duitsland de eerste positie. Dit was Scooters eerste en enige nummer 1-hit in eigen land. In november kwam 24 Carat Gold uit, een album met hoogtepunten om Jay Frog voor te stellen aan de fans. In februari 2003 ontving Scooter tijdens de Echo Awards in Duitsland de hoogste prijs voor de single "Nessaja". In hetzelfde jaar kwam de single "Weekend!" uit, dat vanwege de vele topless danseressen in de video een schandaal werd genoemd in de media. De single behaalde de 2de positie in de Duitse hitlijsten. In maart 2003 kwam onder de titel The Stadium Techno Experience Scooters negende studioalbum uit. De volgende single werd "The Night" en was volgens Scooter de laatste single met de 'high-pitched voice'; Scooter hield zich daar vier jaar lang aan. Voor de single "Maria (I Like It Loud)" werd samengewerkt met Marc Acardipane en Dick Rules, die het origineel maakten. Deze single bereikte de 4e positie in de Duitse hitlijsten; ook in Nederland werd dit nummer bekend. In 2004 bestond Scooter 10 jaar en dit werd gevierd met een tournee, de 'We Like It Loud Tour'. In november 2004 kwam het tiende studioalbum, Mind The Gap, uit. De eerste single van dit album was "Shake That!" en was in een andere stijl dan gewoonlijk. "Shake That!" was een discohousenummer en een bewerking van "Shake Your Booty" van KC & The Sunshine Band. De volgende single van dit album, die begin 2005 uitkwam, was "One (Always Hardcore)" en behaalde de 13de positie in de Nederlandse top 40. Scooter trad in 2005 op tijdens de Nederlandse TMF Awards. In november 2005 kwam het elfde studioalbum Who's Got The Last Laugh Now? uit. De tournee 'Who's Got The Last Laugh Now?' volgde in 2006, en in juni kwam hiervan een dvd en live-cd uit, getiteld Excess All Areas.

### 2006-heden
In augustus 2006 verscheen op Scooters website het bericht dat Jay Frog de band verlaten had en werd opgevolgd door de Duitse dj en producent Michael Simon, die in 1997 met zijn project Shahin & Simon in het voorprogramma van Scooters tournee 'Age of Love' had opgetreden.
Op 19 augustus vond in Zwitserland het eerste optreden met Simon plaats. De eerste single in de nieuwe bezetting was "Behind The Cow" De single kwam uit op 19 januari 2007 en bevatte een halve minuut rap van Fatman Scoop. Op 9 februari 2007 verscheen het twaalfde album, The Ultimate Aural Orgasm. Dit album bevatte de single "Behind The Cow", en hiervan kwam ook de tweede single "Lass Uns Tanzen" uit (23 maart), Scooters eerste Duitstalige single.
Op 10 augustus kwam de single "The Question Is What Is The Question" uit, een single in jumpstyle. Het bevatte een 'high-pitched voice' met tekst van Mouth & MacNeals "How Do You Do?". Het dertiende studioalbum kwam uit op 30 november 2007 en was getiteld Jumping All Over The Word. Op 26 september 2008 bracht Scooter samen met Status Quo de single "Jump That Rock (Whatever You Want)" uit. Deze single was een cover van "Whatever You Want" van Status Quo. Een week later, op 3 oktober, bracht Scooter het album Jumping All Over The World opnieuw uit onder de titel Jumping All Over The World - Whatever You Want. Dit album bevatte naast het reguliere album zeven "Hands On Scooter"-tracks: door andere artiesten uitgevoerde Scooternummers en meer.
In augustus 2009 verschenen de single "J'adore Hardcore", en het album Under the Radar Over the Top.
In 2011 maakte de groep de intro voor de Duitse versie van de film New Kids Turbo, genaamd "Friends Turbo".
In november 2012 verscheen Music for a Big Night Out, het zestiende studioalbum van Scooter.
In 2013 viert Scooter zijn 20ste verjaardag met de serie 20 Years Of Hardcore - Expanded Edition, bestaande uit digitaal geremasterde versies van de albums en bonustracks.
Sinds 2014 zit Phil Speiser bij de band als vervanger van de gestopte Rick J Jordan, en maakt Scooter EDM en hebben ze de technosound achter zich gelaten. 
Tijdens het Filmfest in Hamburg  dat werd gehouden van 29 september tot en met 8 oktober 2022, was de documentaire Fck 2020 - Zweieinhalb Jahre mit Scooter, geregisseerd en geproduceerd door Cordula Kablitz-Post, te zien. Op 12 januari 2023 zal de documentaire ook worden getoond  in de bioscopen in Duitsland, Oostenrijk en Zwitserland.

## Bandleden

### Huidige leden
- H. P. Baxxter - zang, MC, songteksten, gitaar (december 1993 - heden)
- Marc Blou – hoofdproducer, componist, keyboards (december 2022 – heden)
- Jay Frog - producer, componist, keyboards, draaitafels (maart 2002 - augustus 2006, november 2022 - heden)
- Jens Thele – management (december 1993 – heden)

### Voormalige leden
- Rick J. Jordan - hoofdproducer, componist, geluidsontwerp, geluidstechniek, keyboards, gitaar (december 1993 - januari 2014)
- Ferris Bueller – producer, componist, keyboards, danser (december 1993 – maart 1998)
- Axel Coon – producer, componist, keyboards, draaitafels (maart 1998 – maart 2002)
- Phil Speiser - hoofdproducer, componist, keyboards (januari 2014 - oktober 2018)
- Sebastian Schilde – hoofdproducer, componist, keyboards (maart 2019 – november 2022)
- Michael Simon - producer, componist, keyboards, draaitafels (augustus 2006 - december 2022)

### Voormalig toerende leden
- Etnik Zarari - toetsenborden (oktober 2018 – maart 2019)

### Voormalige gastmuzikanten op tournee
- Jeff "Mantas" Dunn - elektrische gitaar (6 maart 2006 – 26 maart 2006, Who's Got the Last Laugh Now? Tour 2006)[1]

## Discografie

### Albums
| Album met eventuele hitnotering(en) in de Nederlandse Album Top 100 | Datum van verschijnen | Datum van binnenkomst | Hoogste positie | Aantal weken | Opmerkingen |
| ------------------------------------------------------------------- | --------------------- | --------------------- | --------------- | ------------ | ----------- |
| And the Beat Goes On                                                | 31-01-1995            | 25-03-1995            | 31              | 9            |             |
| Our Happy Hardcore                                                  | 26-03-1996            | 20-04-1996            | 54              | 8            |             |
| Encore - Live & Direct                                              | 07-06-2002            | 07-09-2002            | 99              | 2            | Livealbum   |
| The Stadium Techno Experience                                       | 31-03-2003            | 03-05-2003            | 28              | 23           |             |
| Mind the Gap                                                        | 08-11-2004            | 29-01-2005            | 83              | 5            |             |

| Album met hitnotering(en) in de Vlaamse Ultratop 200 albums | Datum van verschijnen | Datum van binnenkomst | Hoogste positie | Aantal weken | Opmerkingen   |
| ----------------------------------------------------------- | --------------------- | --------------------- | --------------- | ------------ | ------------- |
| The Very Best Of                                            | 20-08-2010            | 04-09-2010            | 94              | 3            | Verzamelalbum |
| 100% Scooter: 25 Years Wild & Wicked                        | 15-12-2017            | 24-02-2018            | 47              | 15           | Verzamelalbum |

### Singles
| Single met eventuele hitnotering(en) in de Nederlandse Top 40 | Datum van verschijnen | Datum van binnenkomst | Hoogste positie | Aantal weken | Opmerkingen                                                                                     |
| ------------------------------------------------------------- | --------------------- | --------------------- | --------------- | ------------ | ----------------------------------------------------------------------------------------------- |
| Hyper Hyper                                                   | 26-05-1994            | 17-12-1994            | 12              | 10           | Nr. 7 in de Single Top 100                                                                      |
| Move Your Ass!                                                | 23-02-1995            | 25-02-1995            | 4               | 9            | Nr. 5 in de Single Top 100                                                                      |
| Friends                                                       | 06-04-1995            | 17-06-1995            | 24              | 5            | Nr. 38 in de Single Top 100                                                                     |
| Endless Summer                                                | 26-07-1995            | 23-09-1995            | 35              | 3            | Nr. 36 in de Single Top 100                                                                     |
| Back in the U.K.                                              | 14-11-1995            | 27-01-1996            | 27              | 6            | Nr. 29 in de Single Top 100                                                                     |
| Let Me Be Your Valentine                                      | 29-02-1996            | -                     | tip 21          | -            |                                                                                                 |
| Rebel Yell                                                    | 09-05-1996            | -                     | tip 17          | -            |                                                                                                 |
| I'm Raving                                                    | 19-09-1996            | -                     | tip 2           | -            | Nr. 44 in de Single Top 100 / Dancesmash op Radio 538                                           |
| Fire                                                          | 27-03-1997            | -                     | tip 18          | -            |                                                                                                 |
| How Much Is the Fish?                                         | 08-06-1998            | 24-10-1998            | 21              | 10           | Nr. 21 in de Single Top 100                                                                     |
| We Are the Greatest / I Was Made for Loving You               | 21-09-1998            | -                     | tip 19          | -            | Nr. 98 in de Single Top 100                                                                     |
| Sunrise (Here I Am)                                           | 05-02-2001            | 24-02-2001            | 37              | 3            | als Ratty / sample van This Mortal Coil / Nr. 50 in de Single Top 100 / Dancesmash op Radio 538 |
| Posse (I Need You on the Floor)                               | 21-05-2001            | -                     | -               | -            | Nr. 65 in de Single Top 100                                                                     |
| Nessaja                                                       | 08-04-2002            | 07-09-2002            | 21              | 8            | film intro van Brüno / Nr. 9 in de Single Top 100                                               |
| Weekend!                                                      | 24-02-2003            | 05-04-2003            | 17              | 10           | sample van Earth & Fire / Nr. 7 in de Single Top 100 / Dancesmash op Radio 538                  |
| The Night                                                     | 26-05-2003            | -                     | tip 3           | -            | Nr. 26 in de Single Top 100 / Dancesmash op Radio 538                                           |
| Maria (I Like It Loud)                                        | 11-08-2003            | 27-09-2003            | 26              | 4            | met Marc Acardipane & Dick Rules / Nr. 16 in de Single Top 100                                  |
| Jigga Jigga!                                                  | 08-12-2003            | -                     | -               | -            | Nr. 50 in de Single Top 100                                                                     |
| Shake That!                                                   | 04-10-2004            | 23-10-2004            | 31              | 2            | Nr. 24 in de Single Top 100                                                                     |
| One (Always Hardcore)                                         | 20-12-2004            | 22-01-2005            | 13              | 8            | Nr. 10 in de Single Top 100                                                                     |
| Suavemente                                                    | 07-03-2005            | -                     | tip 2           | -            | Nr. 18 in de Single Top 100                                                                     |
| Hello! (Good to Be Back)                                      | 14-10-2005            | -                     | tip 7           | -            | Nr. 43 in de Single Top 100                                                                     |
| Call It A Sunrise (Here I Am)                                 | 11-04-2006            | -                     | tip 16          | -            | als Ratty (E-Craig vs. Ratty) / Nr. 38 in de Single Top 100                                     |
| Rock Bottom                                                   | 08-05-2006            | -                     | -               | -            | Nr. 79 in de Single Top 100                                                                     |
| Behind the Cow                                                | 19-01-2007            | -                     | -               | -            | Nr. 54 in de Single Top 100                                                                     |
| The Question Is What Is the Question                          | 10-08-2007            | -                     | tip 14          | -            | Nr. 42 in de Single Top 100                                                                     |
| And No Matches                                                | 23-11-2007            | -                     | -               | -            | Nr. 62 in de Single Top 100                                                                     |
| Jump That Rock (Whatever You Want)                            | 26-09-2008            | -                     | -               | -            | Scooter vs. Status Quo / Nr. 91 in de Single Top 100                                            |
| Fck 2020                                                      | 23-10-2020            | -                     | tip 16          | -            |                                                                                                 |

| Single met hitnotering(en) in de Vlaamse Ultratop 50 | Datum van verschijnen | Datum van binnenkomst | Hoogste positie | Aantal weken | Opmerkingen                      |
| ---------------------------------------------------- | --------------------- | --------------------- | --------------- | ------------ | -------------------------------- |
| Hyper Hyper                                          | 1994                  | 01-04-1995            | 43              | 2            |                                  |
| Move Your Ass!                                       | 1995                  | 01-04-1995            | 16              | 11           |                                  |
| How Much Is the Fish?                                | 1998                  | 19-09-1998            | 1               | 19           |                                  |
| We Are the Greatest / I Was Made for Lovin' You      | 1998                  | 26-12-1998            | 50              | 1            |                                  |
| Call Me Mañana                                       | 1998                  | 27-02-1999            | 10              | 13           |                                  |
| Faster Harder Scooter                                | 1999                  | 11-09-1999            | 17              | 11           |                                  |
| Fuck the Millennium                                  | 1999                  | 11-12-1999            | 2               | 16           |                                  |
| I'm Your Pusher                                      | 2000                  | 10-06-2000            | tip 11          | -            |                                  |
| Posse (I Need You on the Floor)                      | 2001                  | 16-06-2001            | 44              | 2            |                                  |
| Nessaja                                              | 2002                  | 02-11-2002            | 16              | 12           |                                  |
| Weekend!                                             | 2003                  | 24-05-2003            | 35              | 4            |                                  |
| Maria (I Like It Loud)                               | 2003                  | 27-09-2003            | 38              | 4            | met Marc Acardipane & Dick Rules |
| The Night                                            | 2003                  | 19-07-2003            | 50              | 1            |                                  |
| Jigga Jigga!                                         | 2004                  | 07-02-2004            | tip 13          | -            |                                  |
| Shake That!                                          | 2004                  | 23-10-2004            | 41              | 3            |                                  |
| One (Always Hardcore)                                | 2005                  | 12-03-2005            | 41              | 6            |                                  |
| Suavemente                                           | 2005                  | 07-05-2005            | 25              | 6            |                                  |
| Hello! (Good to Be Back)                             | 2005                  | 03-12-2005            | 48              | 2            |                                  |